# Cherie DeVille
Pour les articles homonymes, voir Cherie et Deville.
Cherie DeVille, née Carolyn Anne Paparozzi, le 30 août 1978 à Durham (Caroline du Nord, États-Unis) est une actrice et réalisatrice américaine de films pornographiques.

## Biographie
Cherie DeVille est née le 30 août 1978 à Durham en Caroline du Nord. Elle grandit pour partie à Washington DC, pour partie dans le Massachusetts. Au cours de sa jeunesse, elle pratique de nombreuses activités telles que ballet, natation, équitation. Elle est également batteuse dans un groupe de musique, pom-pom girl, et maîtresse-nageuse.
En 2001, elle obtient son diplôme de kinésithérapeute puis acquiert une licence à Ponte Vedra Beach, Floride puis plus tard dans le New Jersey pour y exercer son métier, elle exerce aussi dans le Tennessee à Hermitage et à Red Bank jusqu'en 2011. En 2012, après avoir acquis de l'expérience en tant que mannequin de charme elle se lance dans l'industrie du film pornographique.
Elle tourne aussi bien des scènes hétérosexuelles que des scènes lesbiennes. Elle pratique également la sodomie et joue le rôle de femme soumise dans des films de BDSM chez Kink.com et Tushy.
Cherie DeVille annonce, le 16 novembre 2017, sa candidature aux élections présidentielles américaines de 2020 avec pour candidat à la vice-présidence le rappeur Coolio.
Le 31 janvier 2019, elle annonce renoncer à la course pour l'investiture du candidat démocrate aux élections présidentielles de 2020. 
Elle confie au Washington Examiner manquer de soutiens pour sa campagne et déclare adhérer aux idées de Bernie Sanders, candidat malchanceux contre Hillary Clinton lors de la campagne pour l'investiture démocrate au scrutin présidentiel de 2016.

## Récompenses
Distinctions
- 2016 Spank Bank Technical Awards - Doctor of Physical Therapy. Literally and Figuratively
- 2016 Spank Bank Technical Awards - The Sexy Divorcee We ALL Wish Would Move In Next Door
- 2017 AVN Award - Best Group Sex Scene - Orgy Masters 8
- 2017 XBIZ Award - MILF Performer of the Year
- 2017 Spank Bank Technical Awards - Hardest Working Ho in Ho Biz
- 2017 XRCO Awards - MILF of the year
- 2018 AVN Award - MILF/Cougar performer of the year

## Filmographie sélective
Filmographie non-pornographique
- 2018 : Deadly Reunion : la fille du moulin
- 2019 : Girls Guns and Blood : Vixen

Filmographie pornographique
DeVille figure au générique de 1019 films pornographiques (y compris les compilations et les scènettes diffusées sur Internet en tant qu'actrice et une fois en tant que réalisatrice).
Le nom du film est suivi du nom de ses partenaires lors des scènes pornographiques. Cette liste n'est pas exhaustive.
- 2012 : Women Seeking Women 83 avec Aaliyah Love (scène 1) ; avec Randy Moore (scène 3)
- 2012 : Women Seeking Women 85 avec Bree Daniels et Sally Charles
- 2013 : Cheer Squad Sleepovers 5 avec Chastity Lynn
- 2013 : Cheer Squad Sleepovers 6 avec Alice March
- 2013 : Cheer Squad Sleepovers 7 avec Jessica Robbin
- 2013 : Women Seeking Women 92 avec Jenna J Ross et Syren De Mer
- 2014 : Cheer Squad Sleepovers 8 avec Shae Snow
- 2014 : Girls Kissing Girls 16 avec Ashlyn Molloy
- 2014 : Lesbian Seductions: Older/Younger 47 avec Bree Daniels
- 2014 : Me and My Girlfriend 6 avec Aaliyah Love et Kendall Karson
- 2014 : Me and My Girlfriend 7 avec Kendall Karson
- 2014 : Me and My Girlfriend 9 avec Destiny Dixon
- 2014 : Molly's Life 23 avec Molly Cavalli
- 2014 : Mother-Daughter Exchange Club 36 avec Nora Belle
- 2014 : Road Queen 29 avec Deauxma (scène 1) ; avec Randy Moore (scène 2)
- 2015 : Lesbian Seductions: Older/Younger 51 avec Kasey Warner et Mindi Mink
- 2015 : Me and My Girlfriend 10 avec Abigail Mac et Destiny Dixon
- 2015 : Road Queen 33 avec Deauxma
- 2015 : Women Seeking Women 117 avec Syren De Mer
- 2016 : Women Seeking Women 125 avec Hayden Night
- 2016 : Women Seeking Women 132 avec Veruca James
- 2017 : Girls Kissing Girls 20 avec Casey Calvert
- 2017 : Lesbian Adventures: Strap-On Specialist 12 avec Angel Smalls
- 2018 : Cheer Squad Sleepovers 29 avec Victoria Voxxx
- 2018 : Lesbian Adventures: Strap-On Specialist 13 avec Britney Light
- 2018 : Women Seeking Women 161 avec Jasmine Jae
- 2019 : Lesbian Seductions 66 avec Shyla Jennings

Une liste complète des films pornographiques mettant Cherie DeVille en scène peut-être consultée ici (en anglais)